# Centraljupik
Centraljupik eller alaskajupik (eget namn: Yugtun) är ett eskimå-aleutiskt språk som talas i delstaten Alaska, USA. Språket anses vara hotat och den delas i fyra huvuddialekter. År 2016 uppskattades språket ha cirka 10 000 talare. Fast största delen av talarna kan också engelska, lär bar sig centraljupik som första språket i en del av jupikbyar.
Språket skrivs med latinska alfabetet. Bibeln översattes till centraljupik i sin helhet år 2012.
De första ortografiska försök gjordes av missionärer, först rysk-ortodoxa och sedan jesuiter. Den nuvarande ortografin är från 1960-talet då en forskningsgrupp, som leddes av Irene Reed, från University of Alaska utvecklade ett skriftsystem och sedan hjälpte att grunda tvåspråkiga skolor.
Sedan 2014 har centraljupik, tillsammans med andra ursprungsspråk i Alaska, erkänts som officiella språk i delstaten.

## Fonologi

### Vokaler
|        | Främre | Central | Bakre |
| ------ | ------ | ------- | ----- |
| Sluten | i      | ɨ       | u     |
| Öppen  |        | a       |       |

Vokalen [i] kan också realiseras som [e], och [u] som [o]. 
Källa:

### Konsonanter
|             | Labial | Dental | Palatal | Velar  | Velar    | Uvular | Uvular   |
| Norm.       | Labial | Dental | Palatal | Lab.   | Norm.    | Lab.   |          |
| ----------- | ------ | ------ | ------- | ------ | -------- | ------ | -------- |
| Nasal       | m̥ \| m | n̥ \| n |         | ŋ̊ \| ŋ |          |        |          |
| Klusil      | p      | t      | c       | k      |          | q      |          |
| Frikativ    | f \| v | s \| z |         | x \| ɣ | xʷ \| ɣʷ | χ \| ʁ | χʷ \| ʁʷ |
| Lateral     |        | ɬ \| l |         |        |          |        |          |
| Approximant |        |        | j       |        |          |        |          |

Källa:

## Lexikon
Räkneord 1-10 på centraljupik:
| 1       | 2      | 3        | 4       | 5        | 6           | 7            | 8             | 9               | 10   |
| ------- | ------ | -------- | ------- | -------- | ----------- | ------------ | ------------- | --------------- | ---- |
| atauciq | malruk | pingayun | cetaman | talliman | arvinglegen | malrunglegen | pingayunlegen | qulngunritaraan | qula |